# Sankt-Mochutu-Kathedrale

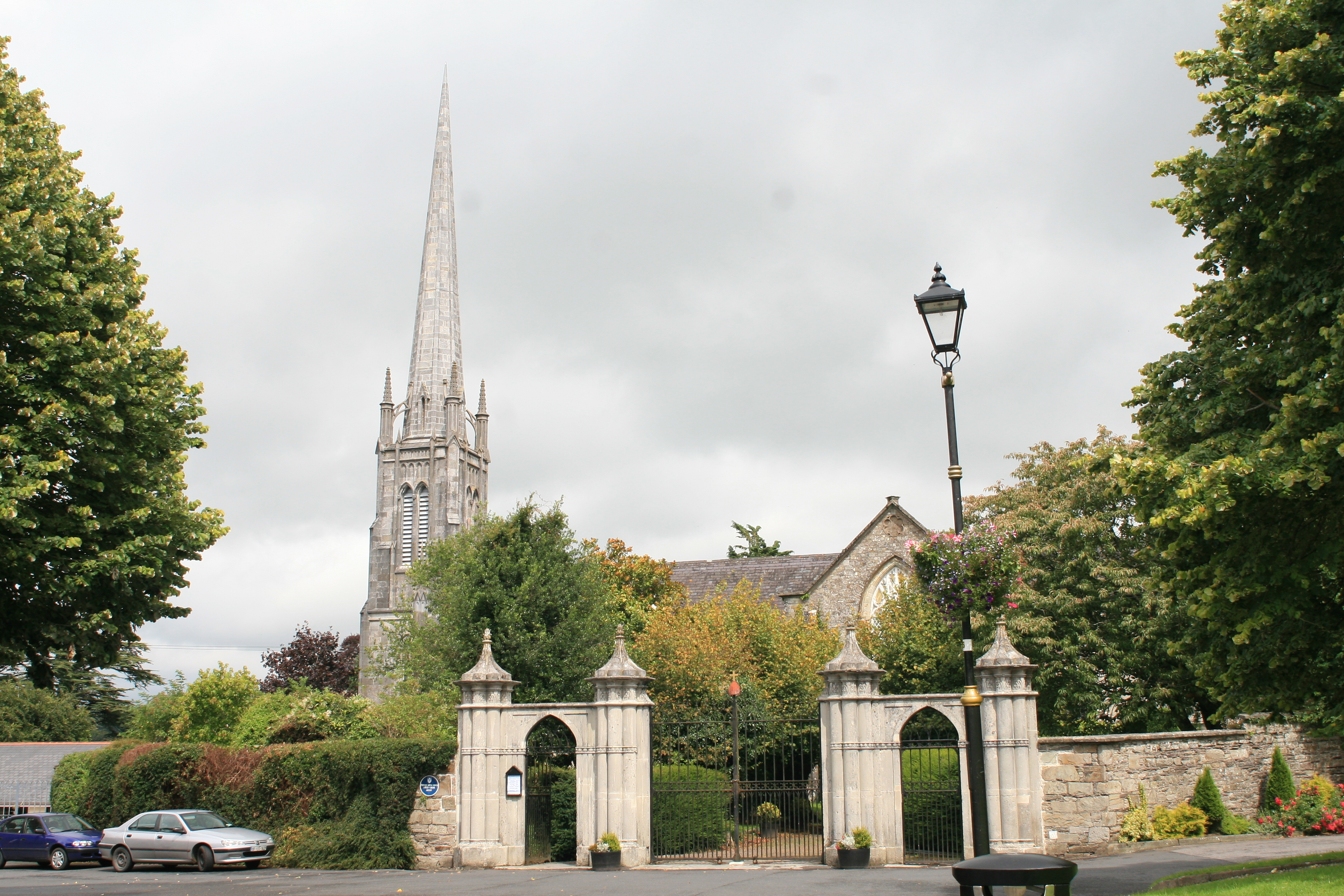
Die Kathedrale von Süden mit dem 1827 errichteten Turm auf der Westseite.

Die Sankt-Mochutu-Kathedrale (englisch: St. Carthage’s Cathedral) in der Stadt Lismore ist die Bischofskirche für die Diözese Lismore der Church of Ireland. Sie ist Mochutu (auch Carthach, englisch: Carthage) gewidmet, der 636 an dieser Stelle ein Kloster gründete, woraus sich bereits vor der Synode von Rathbreasail im Jahr 1111 ein Bischofssitz entwickelte. Seit der Reformation gehört die Kathedrale nicht mehr zur katholischen Kirche. Einzelne Teile der Kirche stammen noch aus dem 13. Jahrhundert; umfangreiche Umbauten fanden im 17. und 19. Jahrhundert statt.

## Geographische Lage
Mochutu wählte einen hochgelegenen Platz im Tal des River Blackwater, der in diesem Abschnitt noch schiffbar ist und über den Naturhafen von Youghal einen Zugang zur See bietet. Die Lage war zum Zeitpunkt der Gründung zwar recht abgelegen, bot aber einen guten Zugang zu Trinkwasser und eröffnete die Möglichkeit des Fischfangs.

## Geschichte

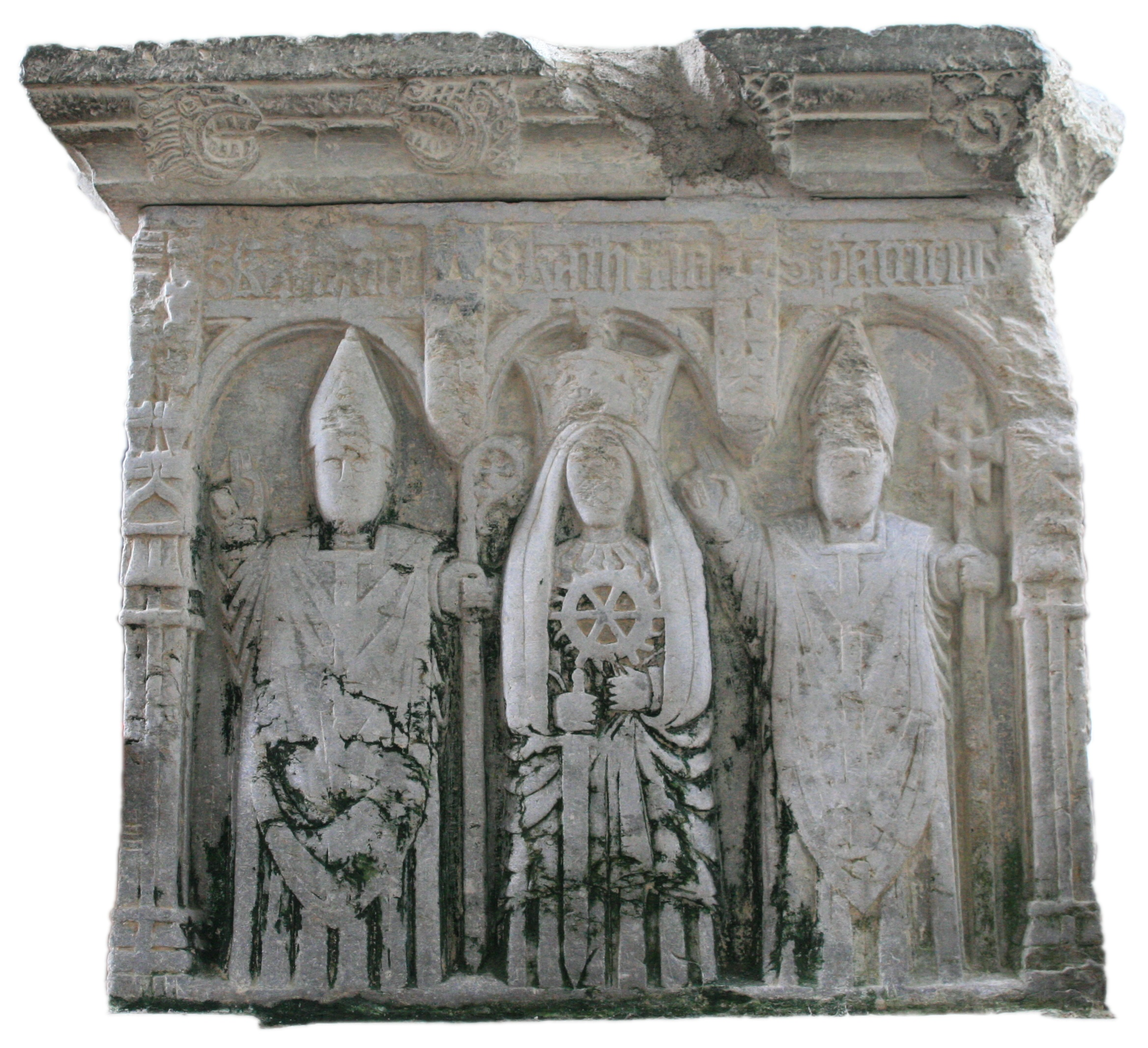
Darstellung der Heiligen Mochutu, Katharina und Patrick (von links nach rechts) an einem 1543 hergestellten Grab in der Kathedrale.

Mochutu hatte zuvor das Kloster Rahan (im heutigen County Offaly) gegründet und war dort über 40 Jahre lang Abt über eine Gemeinschaft von bis zu über 800 Mönchen gewesen. Die umgebenden Klöster, zu denen insbesondere Clonmacnois, Durrow, Linally und Clonard gehörten, waren darüber wenig glücklich und baten die herrschenden Uí Néill darum, Mochutu zu einer Rückkehr in seine Heimat in Munster zu bewegen. Mochutu wurde daraufhin vertrieben, und er zog trotz seines hohen Alters mit einigen seiner Mönchen an den Blackwater, wo er noch im gleichen Jahr ein neues Kloster gründete. Drei Jahre später verstarb er. Sein Gedenktag ist der 14. Mai.
Das Kloster betrieb eine Schule, die überregionale Bedeutung erlangte, so dass Lismore eine der wichtigsten religiösen Zentren Irlands wurde. Lismore gehörte zusammen mit dem Kloster Dairinis der im 8. und 9. Jahrhundert aktiven Reformbewegung Célí Dé an, die die zunehmende Säkularisierung der Kirchen und Klöster ablehnte, auf eine strenge Askese achtete und sich insbesondere auch den Armen und Kranken zuwendete.
833 wurde das Kloster durch die Wikinger geplündert und 883 niedergebrannt. 978 kam es zu einer weiteren Plünderung, bei der ebenfalls das gesamte Kloster niedergebrannt wurde. Ebenfalls im Jahr 978 wurden Mönche von Brian Boru als Geiseln genommen, um sich die Kontrolle über das Kloster zu sichern. 1093 erfolgte ein Friedensschluss in Lismore zwischen dem König Muirchertach Ua Briain und seinem Bruder Diarmaid unter der Vermittlung des Bischofs von Killaloe, Domnall Ua hÉnna.
Aus der Zeit vor der Synode von Rathbreasail im Jahr 1111 sind nur drei Bischöfe überliefert: Ronan († 763), Cormac mac Finnbar († 920) und Cinaed O Con Minn († 958). In der Synode wurde dann der Bischofssitz bestätigt und auf Waterford ausgedehnt, wobei die Sitze alternieren sollten. Dies ist offenbar auf den Einfluss des Bischofs von Waterford, Mael Iosa Ua hAinmire, zurückzuführen, der 1096 von Anselm von Canterbury geweiht worden ist und der von Domnall Ua hÉnna initiierten und von Maol Muire Ua Dunáin fortgesetzten Reformbewegung mit angehörte. Hier setzte sich ein Trend zur Säkularisierung der Bischofssitze durch.
1151 kam Kardinal Giovanni Paparoni als päpstlicher Legat nach Irland, zusammen mit Christian O Conairche, der zuvor als erster Abt des Zisterzienserklosters in Mellifont gewirkt hatte. Christian O Conairche war zuvor in Clairvaux zum Bischof von Lismore geweiht worden und übernahm bis 1179 das Amt des apostolischen Legaten, nachdem Paparoni 1152 wieder nach Rom zurückkehrte. Er nahm eine wichtige Rolle ein nach der Invasion der Engländer ab 1169 und verhandelte u. a. 1171 mit dem englischen König Heinrich II. in Lismore.
Nachdem sich Christian O Conairche 1179 in den Ruhestand zurückgezogen hatte, verlor Lismore an Bedeutung, und der Bischof von Waterford versuchte, Lismore endgültig zu annektieren. Obwohl der Papst Innozenz III. mehrfach Lismore gegen Waterford unterstützte, wurde der Lismorer Bischof Malachias von dem Waterforder Bischof Robert II. gefangen genommen und in Ketten gelegt. Erst 1363 erfolgte die formale Vereinigung der beiden Bischofssitze unter Beibehaltung beider Kathedralen und beider Kapitel.
Nach der Reformation wurde die Zusammenlegung der beiden Diözesen auch von der Church of Ireland übernommen, wobei die beiden Kirchen in Lismore und Waterford ihren Status als Kathedrale behielten. Die römisch-katholische Kirche hat nach dem Verlust ihrer Kathedrale 1881 nur eine Gemeindekirche errichtet, die ebenfalls Mochutu geweiht ist.

## Architektur

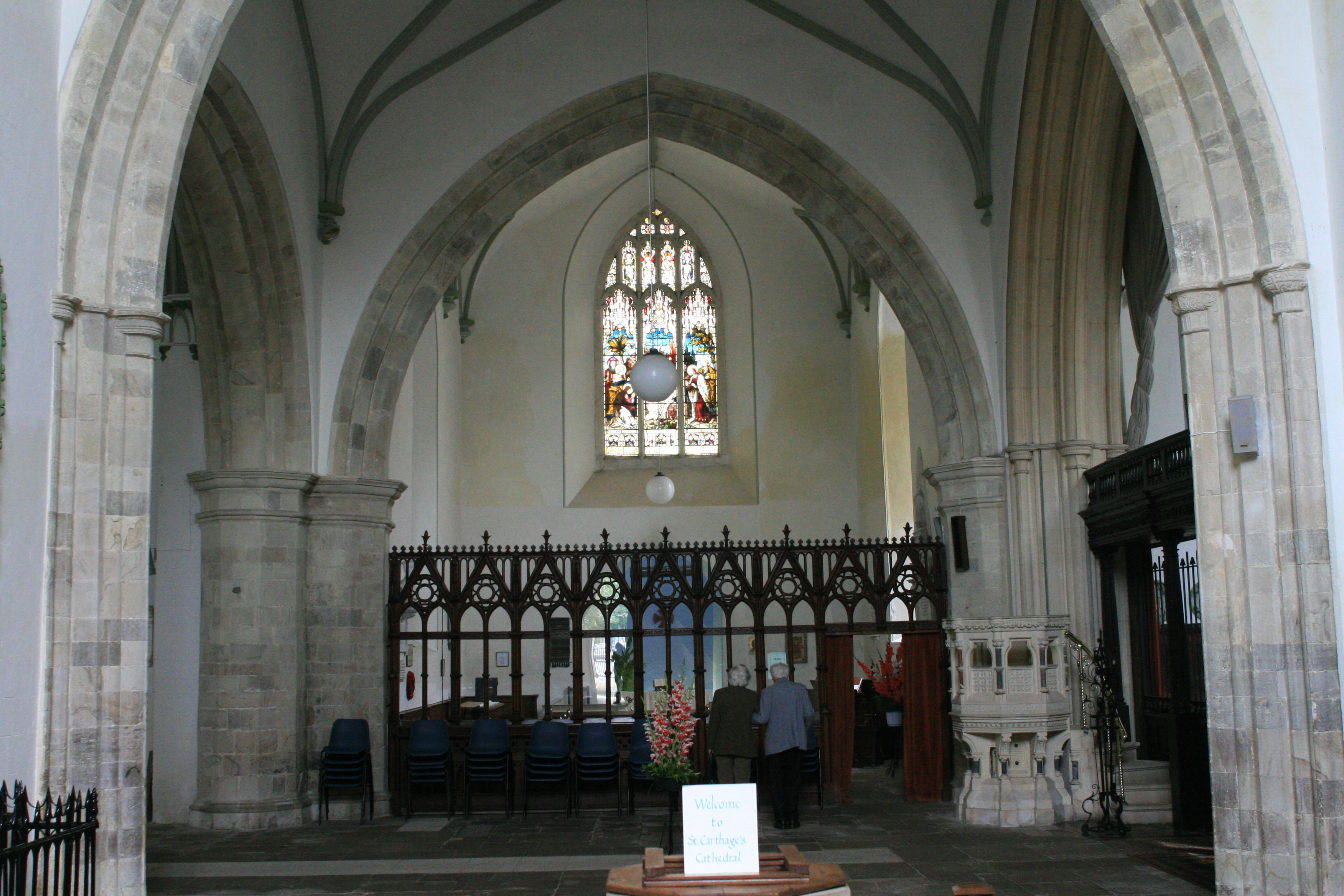
Blick vom südlichen in das nördliche Querschiff. Die Pfeiler und der Bogen des südlichen Querschiffs am Übergang zur Vierung stammen noch aus dem 13. Jahrhundert.

Der Bischof Miler Magrath verpachtete den Bischofssitz an Sir Walter Raleigh 1589, der den Besitz an Richard Boyle verkaufte. Die im 13. Jahrhundert errichtete Kathedrale wurde weitgehend um 1600 durch Edmund Fitzgibbon zerstört. Aus dieser Zeit sind wenige originale Bauelemente erhalten geblieben wie beispielsweise der Pfeiler und der Bogen des südlichen Querschiffs.
Boyle bemühte sich um eine Restaurierung der Kirche, indem er den Chor neu überdachen ließ. Er unternahm jedoch nichts, um das Kirchenschiff oder die Querschiffe zu retten. Erst in den Jahren 1679 bis 1687 erfolgten unter der Leitung des Architekten Sir William Robinson Restaurierungsarbeiten, bei denen das Kirchenschiff und die Querschiffe überdacht wurden, über der Vierung ein Turm errichtet wurde und ein Kapitelsaal hinzukam. Wegen der später erfolgten Änderungen sind von diesen Arbeiten nur der Kapitelsaal und die Dächer der Querschiffe erhalten geblieben.

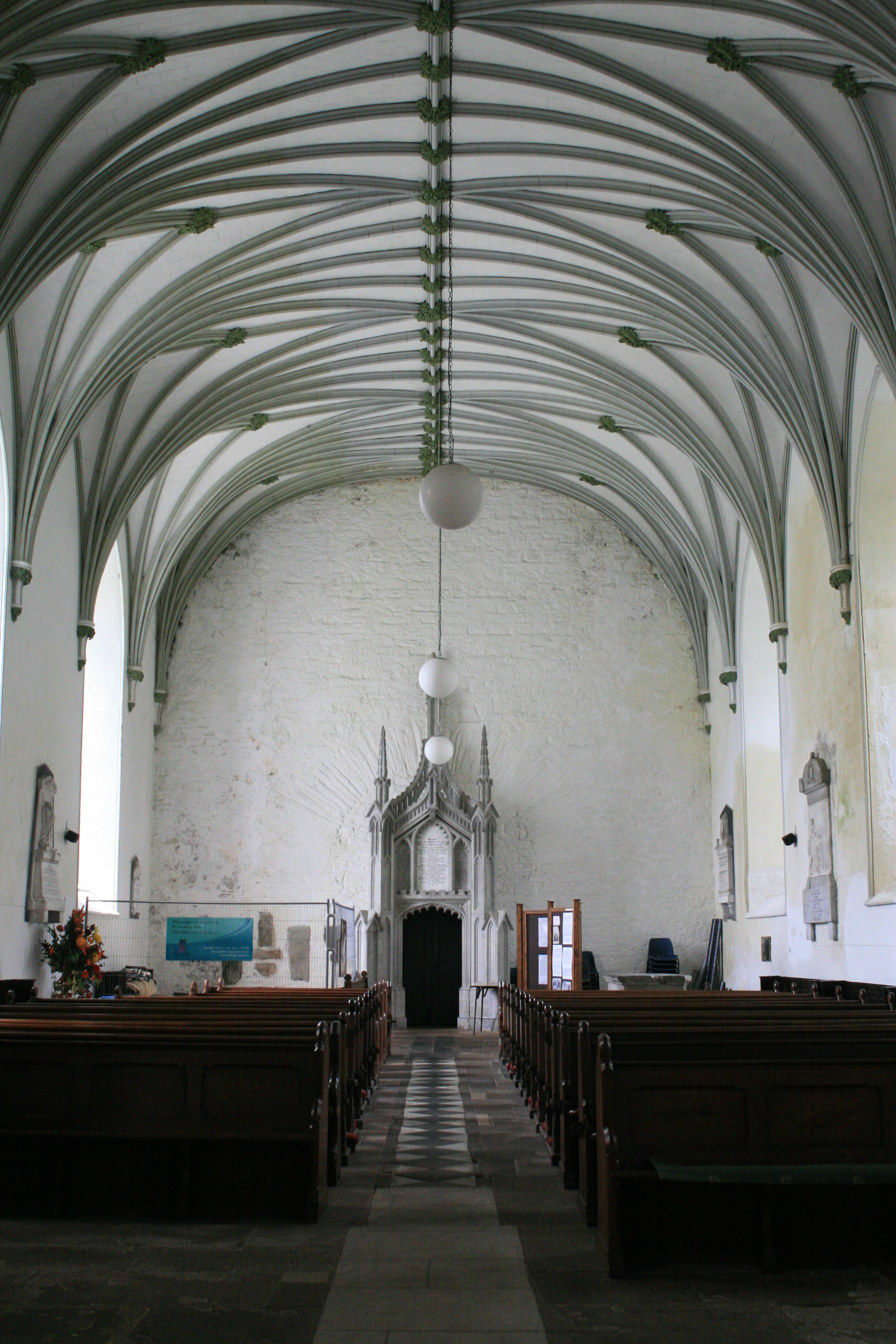
Gewölbe des 1827 errichteten Dachs des Kirchenschiffes im neugotischen Stil.

Beginnend mit 1811 wurden auf Anregung des Architekten Sir Richard Morrison die Süd- und Ostwände neu errichtet, nachdem diese sich zuvor soweit nach außen neigten, dass sie gestützt werden mussten. 1827 erfolgte die Errichtung des neuen Kirchturms an der Westseite im neugotischen Stil und, um den Rest der noch im klassizistischen Stil gehaltenen Kirche daran anzupassen, erfolgte die Errichtung eines neugotischen Gewölbes über dem Kirchenschiff.

### Primäre Quellen
- Whitley Stokes: The Martyrology of Oengus the Culdee. London 1905.

### Sekundärliteratur
- Aubrey Gwynn und R. Neville Hadcock: Medieval Religious Houses Ireland. Longman, London 1970, ISBN 0-582-11229-X.
- Peter Galloway: The Cathedrals of Ireland. The Institute of Irish Studies, The Queen’s University of Belfast, Belfast, 1992, ISBN 0-85389-452-3.